# Le verità sospese
Le verità sospese (The Adderall Diaries) è un film del 2015 diretto da Pamela Romanowsky.
Film thriller statunitense con protagonista James Franco, basato sul libro omonimo (The Adderall Diaries) di Stephen Elliott.

## Trama
Stephen Elliott è uno scrittore di successo, ma con un'infanzia travagliata alle spalle: infatti sua madre morì quando lui era solo un bambino, mentre suo padre Neil da quel momento diventò sempre più mentalmente instabile, violento e tendente ad abusare del figlio.
Durante la sua adolescenza poi, Stephen trascorse la maggior parte del tempo distruggendo tutto ciò che vedeva, nonché sé stesso, abusando di droghe e commettendo piccoli atti vandalici.
Tornando al presente, Stephen accetta un accordo per scrivere il suo prossimo libro su Hans Reiser, importante maestro del software creatore il file system ReiserFS: quest'ultimo ha avuto un matrimonio instabile, e sua moglie è mancata di recente.
Nonostante la versione dei fatti di Hans, secondo cui sua moglie si era semplicemente nascosta per ferirlo, la polizia lo ha comunque arrestato con l'accusa di omicidio, in attesa di processo, durante il quale è presente anche Stephen, che in più spera di rendere il libro di memorie di Hans un best seller.
Il libro precedente di Stephen era un'autobiografia sulla sua infanzia, prossima alla pubblicazione.
Durante una conferenza stampa, egli legge una parte del suo libro, in cui parla di come suo padre lo abbia violato e maltrattato solo per poi farlo sentire un bugiardo, cosa che mette in discussione i ricordi di Stephen stesso: così, disperato, assume di nuovo una quantità spropositata di sostanze stupefacenti, va in discoteca e infine fa sesso occasionale con una persona a caso.
La mattina seguente, ancora durante il post sbornia, Stephen, ascoltando alcuni messaggi vocali, scopre che il suo editore nonché Lana Edmond, donna con cui aveva una relazione, lo hanno entrambi scaricato; in più, come se non bastasse, Stephen si rende conto di essersi perso il verdetto della giuria, che alla fine ha decretato Hans colpevole di omicidio.
Più tardi Stephen contatta il padre Neil, scoprendo che questo ha contratto un tumore: qui mentre l'uomo ammette di aver commesso alcuni errori come genitore, a Stephen però riappare nella mente il momento in cui Neil lo ammanettò e fece sanguinare a suon di percosse e abusi, quando egli aveva solo 13 anni, così gli riattacca il telefono in faccia.
Più tardi, Stephen scrive nel corso di due giorni di fare ammenda con suo padre: il suo agente approva il manoscritto appena scritto e accetta di pubblicarlo. Infine, mentre guarda il telegiornale, scopre che Hans ha finalmente ammesso di aver realmente ucciso sua moglie, solo perché lei lo aveva lasciato e si era portata con sé i figli, ma anche che ha mostrato alla polizia dove è sepolto il cadavere di lei, in cambio di una pena minore.

## Produzione

### Sviluppo
La regista del film, Pamela Romanowsky, ha incontrato per la prima volta James Franco all'Università di New York, mentre questo frequentava il corso di recitazione, mentre lei quello di regia e sceneggiatura. Dopo aver lavorato insieme in un cortometraggio, è stato lui a chiamarla per chiederle di dirigere il in precedenza acquistato i diritti, e perciò anche la possibilità di scegliere parte del cast.
Nel giugno 2014, anche Christian Slater e Amber Heard si sono uniti al cast del film.

### Riprese
Le riprese principali del film, iniziate il 16 maggio 2014, si sono svolte a Brooklyn, per poi spostarsi nella periferia di New York.

## Distribuzione
Il film è stato presentato in anteprima mondiale il 16 aprile 2015 al Tribeca Film Festival, per poi venir anche trasmesso in esclusiva sulla piattaforma DirecTV, una settimana prima dell'uscita nelle sale e quindi on demand.
Il film è poi uscito il 10 marzo dell'anno successivo, appunto su DirecTV e poi il 15 aprile 2016 nelle sale cinematografiche statunitensi.

## Accoglienza

### Critica
Il film ha ricevuto principalmente recensioni negative da parte della critica. Per esempio, sul sito web Rotten Tomatoes il film riceve soltanto il 23% delle recensioni professionali positive, con un voto medio di 4,6/10, basato su 35 recensioni; il consenso critico recita: "Stilisticamente pesante e noioso, Le verità sospese vuole sembrare profondo, ma invece sembra solo un progetto addirittura scolastico: caotico e montato completamente a caso a un giorno dalla consegna in classe!".
Anche su Metacritic il film ottiene un voto medio di 42 su 100, basato su 16 critiche, indicando "recensioni contrastanti o nella media".
Persino lo stesso Stephen Elliott, autore dell'omonimo libro su cui è basata l'intera vicenda, ha recensito negativamente il film, affermando che il risultato finale aveva poco in comune con le sue memorie e chiedendosi perché fosse necessario chiamare il personaggio proprio "Stephen Elliott", trasformando il film quasi in un biopic (quando il reale scopo del libro di Elliot era di testimoniare ciò che tante persone possono provare durante l'adolescenza, e non soltanto lui in persona).